# Saint-Paul-de-Salers
Saint-Paul-de-Salers é uma comuna francesa na região administrativa de Auvérnia-Ródano-Alpes, no departamento de Cantal. Estende-se por uma área de 41 km². Em 2010 a comuna tinha 110 habitantes (densidade: 2,7 hab./km²).